# Georges-Jean de Palatinat-Veldenz
Georges Jean de Palatinat-Veldenz (en allemand : Georg Johann I. von Pfalz-Veldenz), né le 11 avril 1543 et décédé le 8 avril 1592 à  La Petite Pierre (Comté de la Petite-Pierre), appartenait à une branche cadette de la Maison palatine de Wittelsbach, celle de Deux-Ponts et Neubourg.

## Liens familiaux
Fils de Robert de Palatinat-Veldenz et tôt orphelin, Georges Jean hérita dès 1544 des titres honorifiques de comte palatin du Rhin, duc en Bavière, ainsi que du comté de Veldenz (Georges Jean Ier). Il reçoit par la suite, au terme d'arrangements dynastiques avec la famille Palatine, les comtés de Lützelstein (la Petite Pierre) (et Sponheim ultérieur, mais cela resta sans effet, le duc Wolfgang de Deux-Ponts se l'étant attribué en 1566).
Georges Jean épousa en 1562 Anne de Suède (1545-1610), fille du roi de Suède Gustave Ier Vasa richement dotée. De cette union entre les maisons de Wittelsbach et Vasa naquirent :
- Georges-Gustave de Palatinat-Veldenz
- Anne Marguerite (née et † 1565)
- Anne-Marguerite de Palatinat-Veldenz (1571–1621) épouse en 1589 le duc Richard de Palatinat-Simmern-Sponheim (1521–1598)
- Ursule de Palatinat-Veldenz-Lützelstein (1572–1635) en 1585 elle épouse le duc Louis VI de Wurtemberg
- Jeanne Élisabeth (1573–1601)
- Jean-Auguste de Palatinat-Lützelstein (1575–1611), comte palatin de  Lützelstein, épouse en 1599 la princesse Anne-Élisabeth de Palatinat-Simmern (1549–1609)
- Louis-Philippe de Palatinat-Guttenberg (1577–1601), comte palatin de Guttenberg
- Marie Anne (*/† 1579)
- Catherine Ursule (1582–1595)
- Georges-Jean II de Palatinat-Lützelstein (1586–1654), comte palatin de Guttenberg et Lützelstein, épouse en 1613 Suzanne de Palatinat-Soulzbach (1591–1667)

Ses quatre fils se partagent ensuite l'héritage et les titres de leur père.

## L'œuvre du Palatin enAlsace bossue
Aux possessions en terre allemande, le Palatin préféra son comté de la Petite-Pierre, zone frontière entre l'Empire (ici luthérienne et germanophone, comme lui-même) et la Lorraine de langue romane et catholique. Il modernisa le château de la Petite-Pierre où il résidait principalement avec sa famille, donnant au lieu l'aspect militaire mais aussi "Renaissance" qu'il a conservé aujourd'hui. Proche des populations, idéaliste, le prince était familièrement surnommé "Jerri Hans" par ses sujets.
Dans les années 1560, le Palatin lança le projet d'une ville nouvelle dans son comté, à laquelle il donnerait son nom, et qui accueillerait les réformés expulsés du duché : Phalsbourg (Pfaltzburg, la forteresse du Palatin) sortit de terre et commença à se peupler vers 1570, avec l'ambition de devenir un nœud routier, artisanal et commerçant.
Devenu par les armes propriétaire du château de Lutzelbourg (en Alsace) en 1577, il renonça à le reconstruire : seules ses ruines sont donc parvenues jusqu'à nous.
Le développement de Phalsbourg était retardé par le manque d'argent : Georges Jean ne pouvait faire face aux constructions qu'il avait entreprises pour les habitants, bâtiments publics, remparts. Il engagea la ville au duc de Lorraine Charles III en 1584, et acquit sur les Rathsamhausen zum Stein la seigneurie du Ban de la Roche, où il avait commencé à exploiter les mines de fer. Il y développa une forte infrastructure minière et sidérurgique, visionnaire pour l'époque, et qui perdurera jusqu'au XVIIIe siècle. Il introduisit aussi la religion évangélique dans le Ban.
Pour compléter le réseau routier qu'il avait entièrement rénové, Georges Jean avait imaginé un système de canaux et d'écluses qui ne vit pas le jour, mais préfigurait le canal de la Marne au Rhin.
Cette nouvelle entreprise ne lui permit pas toutefois de racheter Phalsbourg, qui resta au duc de Lorraine après 1589.
Prince protestant, industriel avant-gardiste, entreprenant et visionnaire, le Palatin souffrit de la méfiance et du désintérêt des autres princes allemands de la région, dont il ne reçut aucun appui. Sa mort en 1592 mit un frein à ses réalisations, et il laissa des finances amoindries à sa veuve Anna Maria et à leurs enfants. Il n'en avait pas moins marqué le territoire et l'imaginaire de cette région.

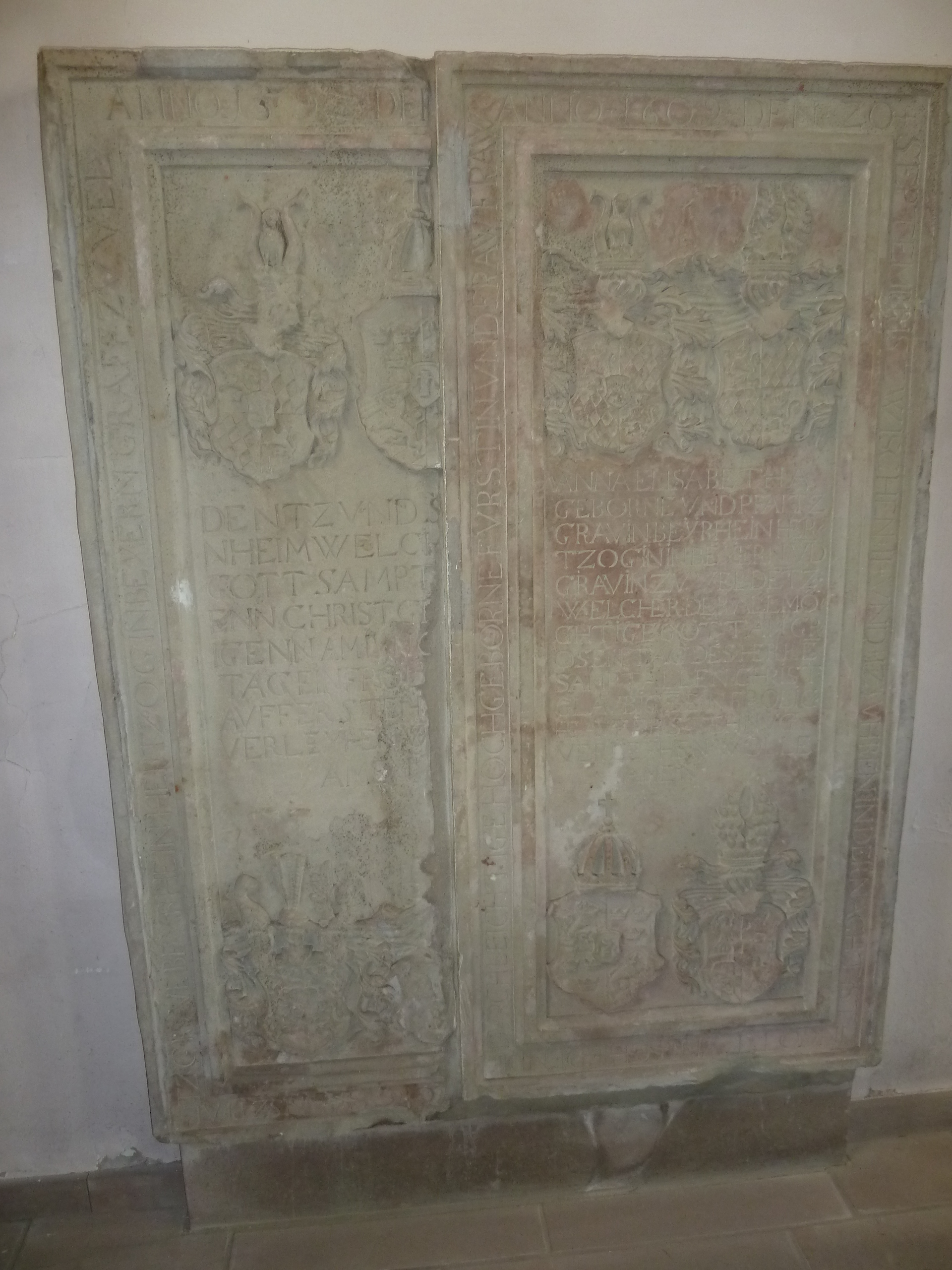
Pierre tombale de Georges-Jean de Veldenz dans l'église simultanée de La Petite-Pierre